# RCA唱片
RCA唱片公司（英語：RCA Records, Inc.）為美國索尼音樂娛樂旗下的唱片廠牌。前身為胜利者留声机公司。原為博德曼旗下的唱片公司，後來被收購為索尼音樂的旗下唱片廠牌。在1930年代到1960年代間，與哥倫比亞唱片並稱為美國兩大唱片公司。它与阿里斯塔唱片、哥伦比亚唱片和史诗唱片一起，是索尼音乐四大旗舰唱片公司之一。该厂牌的名称源自其现已不复存在的母公司美国无线电公司 (RCA) 的首字母缩写。
1986年RCA公司被通用电气收购后，1987年RCA唱片公司被贝塔斯曼全资收购，成为贝塔斯曼音乐集团（BMG）的一部分；2004年BMG与索尼合并后，RCA唱片公司成为索尼—贝塔斯曼音乐集团娱乐旗下的一个厂牌。2008年，索尼/BMG解散、索尼音乐重组后，RCA唱片公司成为索尼全资拥有的公司。
RCA唱片公司是胜利者留声机公司的企业继承者。

## 沿革
- 1901年　Victor Talking Machine Company設立。
- 1925年　導入電氣錄音。
- 1929年　RCA收購Victor Talking Machine Company，改成RCA Victor。
- 1949年　首次發行EP盤。
- 1953年10月6日　首次使用雙聲道立體聲進行錄音。
- 1955年　發行雙聲道立體聲錄音帶。
- 1956年　原本締結聯盟的EMI收購了美國的Capitol唱片後變切斷了聯盟關係。
- 1968年　將公司名稱變更為RCA Records。
- 1986年　RCA Records的母公司RCA因業績及財務惡化被博德曼收購，而成為博德曼旗下的唱片廠牌，而香港博德曼旗下的歌手自1993年在其專輯亦會附上RCA Records的標誌直至1996年。
- 2004年　博德曼與索尼音樂娛樂進行合併，成立索尼博德曼。
- 2008年 索尼將博德曼持有的索尼博德曼股份完全買回，使索尼博德曼成為完全子公司，並將索尼博德曼名稱改為現今的索尼音樂娛樂。
- 2011年10月 索尼音樂娛樂同時關閉了Arista Records、Jive Records、J唱片公司三個廠牌，並將藝人移往Epic Records。

## 起源和歷史
1929年，美國無線電公司 (RCA) 收購了當時世界上最大的留聲機製造商維克多留聲機公司 (包括著名的“維克多維克多留聲機公司#維克多維克多留聲機及其他產品|維克多維克多留聲機”) 和唱片。該公司隨後成為 RCA 的“RCA Victor”部門。在收購Victor時，RCA獲得了著名的 Nipper/“His Master's Voice”商標的New World版權。
1931年，RCA Victor的英國附屬公司留聲機公司與哥倫比亞留聲機公司合併，成立了EMI。這使得RCA負責人David Sarnoff在EMI董事會中獲得一席之地。
1931 年 9 月，RCA Victor 推出了第一張向公眾出售的 331⁄3 rpm 唱片，稱為「節目轉錄」唱片。它們採用了當代78 rpm唱片上較淺且間距更緊密的大型“標準凹槽”，而不是二戰後 331⁄3 rpm“LP”（長時間播放）唱片上使用的“微槽”。這種形式在商業上是失敗的，部分原因是用於播放這些唱片的帶有雙速轉盤的新型 Victrolas 唱片機價格過高，在大蕭條時期，最便宜的型號零售價為395.00美元。到1933年，這種格式被廢棄，不再提供雙速轉盤，但一些節目轉錄仍然留在 Victor 唱片目錄中，直到 1930 年代末。
在大蕭條初期，RCA Victor 曾多次嘗試創建一個成功的低價唱片公司，以與“廉價商店 唱片公司”競爭，例如Perfect、Oriole、Banner和[[[Melotone (US)|Melotone]] ）。第一個是1931年短暫的 Timely Tunes 品牌，由 Montgomery Ward獨家銷售。Bluebird Records成立於1932年，是 Victor 的子品牌。它最初是一張 8 英寸唱片，帶有深藍色標籤，旁邊還有8英寸 Electradisk 標籤（由 F.W. Woolworth 出售）。這兩個品牌都沒有成功。 1933 年，RCA Victor 重新推出 Bluebird 和 Electradisk 作為標準 10 英寸標籤（Bluebird 的標籤經過重新設計，被稱為「buff」標籤）。另一個折扣品牌 Sunrise 也誕生了（雖然不知道它是為誰製作的，因為 Sunrise 的唱片在今天極為罕見）。這三個廠牌發行了相同的音樂組合，在 Electradisk 和 Sunrise 停產九十年後，Bluebird 廠牌至今仍然存在。

## 主要藝人
- 布蘭妮·斯皮爾斯（英語：Britney Spears）
- 粉紅佳人（英語：P!nk）
- 夏奇拉（英語：Shakira）
- 賈斯汀·汀布萊克（英語：Justin Timberlake）
- 克里斯·布朗（英語：Chris Brown）
- 凱莎
- 克莉絲汀·阿奎萊拉（英語：Christina Aguilera）
- 艾薇兒·拉維尼（英語：Avril Lavigne）（已退出）
- 麥莉·希拉（英語：Miley Cyrus）
- 貝姬·G（英語：Becky G）
- 理查德·艾斯利（英語：Rick Astley）
- 混合甜心（英語：Little Mix）
- 凯莉·克莱森（英語：Kelly Clarkson）（已退出）
- 嘻哈鬥牛梗（英語：Pitbull）
- 希雅
- 贊恩·馬利克（英語：Zayn Malik）
- SZA
- Doja cat
- ATEEZ
- LISA

## 外部連結
- 官方网站
- RCA唱片的Discogs页面（英文）